# Home Valley
Home Valley az Amerikai Egyesült Államok északnyugati részén, Washington állam Skamania megyéjében elhelyezkedő önkormányzat nélküli település.
Homevalley postahivatala 1892 és 1919, majd 1922 és 1959 között működött. A Home Valley név a norvég „Heim Dal” fordítása.

## Fordítás
- Ez a szócikk részben vagy egészben  a   Home Valley, Washington című angol Wikipédia-szócikk ezen változatának fordításán alapul.  Az eredeti cikk szerkesztőit annak laptörténete sorolja fel. Ez a jelzés csupán a megfogalmazás eredetét és a szerzői jogokat jelzi, nem szolgál a cikkben szereplő információk forrásmegjelöléseként.